# 9709 Chrisnell
9709 Chrisnell eller 5192 T-3 är en asteroid i huvudbältet som upptäcktes den 16 oktober 1977 av den nederländsk-amerikanske astronomen Tom Gehrels och det nederländska astronomparet Ingrid van Houten-Groeneveld och Cornelis Johannes van Houten vid Palomarobservatoriet. Den är uppkallad efter Christiaan A. C. Nell.
Asteroiden har en diameter på ungefär 10 kilometer och den tillhör asteroidgruppen Eos.